# Slag bij Marengo
De Slag bij Marengo was een veldslag op 14 juni 1800, tijdens de Tweede Coalitieoorlog. De veldslag vond plaats in het plaatsje Marengo nabij Alessandria, in Piëmont (Noordwest-Italië), tussen Franse troepen (onder bevel van Napoleon Bonaparte) en Oostenrijkse troepen.
Hoewel de veldslag ternauwernood door de Fransen werd gewonnen, presenteerde Napoleon de slag als een glorieuze overwinning die de oorlog in het voordeel van Frankrijk besliste. In werkelijkheid was het generaal Moreau die met de Slag bij Hohenlinden op 3 december 1800 de doorslaggevende overwinning op Oostenrijk behaalde.
In de opera Tosca van Puccini, die in het jaar 1800 speelt, worden in de eerste akte voorbereidingen getroffen om Napoleons nederlaag bij Marengo te vieren. In de tweede akte blijkt dat Napoleon de veldslag niet verloren heeft, maar gewonnen.
Napoleons paard Marengo was vernoemd naar de veldslag. Ook het Franse departement Marengo (1802-1814) werd vernoemd naar de veldslag. Het departement lag in wat nu de Italiaanse provincies Alessandria en Asti zijn.
Het gerecht Kip Marengo is ook vernoemd naar de Slag bij Marengo. Napoleon zou tijdens de veldslag om een snelle maaltijd hebben gevraagd. De kok improviseerde daarop een gerecht met wat voorhanden was: kip, eieren, tomaten, uien, knoflook, kruiden, olijfolie en rivierkreeft. Volgens de overlevering zou de kok zelfs de kip met een sabel in stukken hebben gesneden.

## Achtergrond
In november 1799 had Napoleon de macht in Frankrijk gegrepen en was tot eerste consul van de Franse republiek benoemd. Hierna nam hij persoonlijk leiding over de Franse strijdkrachten in Italië, die daar in het nauw waren gedreven door de Oostenrijkers.
In mei 1800 stak Napoleon de Grote Sint-Bernhardpas over met een groot leger. Napoleon kwam echter niet Masséna te hulp, die in de stad Genua werd belegerd door de Oostenrijkers. In plaats daarvan veroverde Napoleon Milaan en sneed de Oostenrijkse lijnen af, in de verwachting dat de Oostenrijkers hierdoor het beleg van Genua af zouden breken. Dat deden ze echter niet, en op 4 juni gaf Masséna zich over.
Op 14 juni, nabij Alessandria, kwam het eindelijk tot een treffen tussen Napoleon en de Oostenrijkers, die onder bevel stonden van generaal Michael von Melas.

## De veldslag
Napoleon dacht dat Melas niet wilde aanvallen en stuurde grote eenheden naar het noorden en zuiden om de Oostenrijkers de pas af te snijden. Toen Melas toch aanviel waren de Fransen daardoor in de minderheid.
In de ochtend van 14 juni trokken de Oostenrijkers oostwaarts vanuit Alessandria en staken de Bormida-rivier over. Pas om 10 uur 's ochtends besefte Napoleon dat het niet om een Oostenrijkse afleidingsmanoeuvre ging maar dat hij met de Oostenrijkse hoofdmacht te maken had. Hij stuurde onmiddellijk adjudanten uit om de eenheden terug te roepen die hij achter de Oostenrijkers aan had gestuurd.
De Fransen verlieten hun defensieve posities en namen het dorpje Castel Ceriolo in, maar ongeveer tegelijkertijd namen de Oostenrijkers het dorp Marengo in. De Fransen vielen enkele kilometers terug en probeerden te hergroeperen, maar waren op dat moment zo goed als verslagen. Melas, die lichtgewond was geraakt, gaf het bevel over aan generaal Zach. De Oostenrijkers verzamelden hun troepen voor een nieuwe aanval om de veldslag in hun voordeel te beslissen.
Napoleon had echter geluk. Kort voor 3 uur 's middags verscheen generaal Desaix, die door Napoleon naar het zuiden was gestuurd, op het slagveld met 5.000 man en 8 kanonnen. Volgens de overlevering zei hij tegen Napoleon: "Deze veldslag is compleet verloren, maar het is nog maar 2 uur 's middags, en er is nog tijd om een tweede veldslag te winnen."
De Fransen zetten hun verzamelde artillerie met succes in tegen de nieuwe Oostenrijkse aanval. Toen er ook een ammunitiewagen explodeerde, was de verwarring bij de Oostenrijkers compleet. Op dat moment chargeerde de Franse zware cavalerie van Kellermann de Oostenrijkers, die uiteenvielen. Zach werd gevangengenomen en de Oostenrijkers vluchtten van het slagveld, terug in de richting van Alessandria. Tijdens de Franse achtervolging liep Desaix een dodelijk schotwond op en stierf. De verliezen waren zwaar aan zowel Franse als de Oostenrijkse kant, maar de Fransen wonnen de veldslag en behielden zo het strategisch voordeel.

## Nasleep
Binnen 24 uur na de veldslag begon Melas de onderhandelingen over een wapenstilstand. De Oostenrijkers trokken zich terug uit Noord-Italië, tot achter de Ticino-rivier.
De nederlaag bij Marengo was echter niet groot genoeg om de Oostenrijkers tot vrede te dwingen. Pas na de Slag bij Hohenlinden op 3 december 1800 gaf Oostenrijk zijn verlies toe. Op 9 februari 1801 werd de Vrede van Lunéville getekend, waarbij Frankrijk alle Duitse gebieden annexeerde ten westen van de Rijn, die werd erkend als de Frans-Duitse grens. Ook de Russen tekenden later het vredesverdrag. Hiermee bleef alleen Groot-Brittannië nog over als vijand van Frankrijk.